# HD96910
HD96910 — хімічно пекулярна зоря спектрального класу B9, що має видиму зоряну величину в смузі V приблизно  8,1.
Вона  розташована на відстані близько 1583,3 світлових років від Сонця.

## Пекулярний хімічний склад
Зоряна атмосфера HD96910 має підвищений вміст 
Si
.

## Магнітне поле
Спектр даної зорі вказує на наявність магнітного поля у її зоряній атмосфері.
Напруженість повздовжної компоненти поля оціненої з аналізу
крил ліній Бальмера
становить  392,2± 231,4 Гаус.